# 鄧林喬
鄧林喬（1531年—1591年），字子楨，號玉洲，四川成都府內江縣人，民籍。

## 生平
治《書經》，六月二十六日生，行一，由縣學生中式四川鄉試第三十名舉人，年三十四歲中式嘉靖四十四年（1565年）乙丑科第三甲會試第一百七十名，第二百六十五名進士。礼部观政，四十五年六月授浙江紹興府餘姚縣知縣。隆慶四年（1570年）八月選福建道監察御史。五年七月差巡按廣西，九月陞湖廣按察司僉事，丁繼母憂，服闋，萬曆二年（1574年）九月復除湖廣僉事，五年（1577年）三月調繁山西按察司陽和兵備僉事。六年五月陞該省布政司右叅議，八年四月陞大同兵備副使，六月裁革，仍補本省。十年十一月陞布政司右參政，十一年七月陞該省按察司按察使，俱照舊管兵備事。本年七月丁父憂，十三年九月又以功陞右布政使，服滿。十四年六月復補陜西右布政使，分守西寧道。十五年二月陞都察院右僉都御史、巡撫大同，贊理軍務。十六年七月，復聞繼母憂。十八年九月服滿，陪推甘肅巡撫。十九年二月升左副都御史、总督陕西三边，則已于正月十八日在家病故。著有《鄧玉洲先生文集》。

## 家族
曾祖鄧欽，典膳；祖鄧九容，知縣；父鄧摸；母王氏；繼母劉氏。具慶下，妻喻氏，兄鄧重（教授）；鄧卓煥；鄧林材（辛酉举人、卫辉府推官、知州）；鄧林松（庠生）；鄧林棟；鄧林槐，弟鄧為龍；鄧林蔚；鄧飛；鄧林春；鄧林臯。